# 부여정보고등학교
부여정보고등학교(扶餘情報高等學校)는 대한민국 충청남도 부여군 규암면 외리에 있는 공립 고등학교이다.

## 학교 연혁
- 1981년 11월 25일 : 학교 설립인가(부여상업고등학교 상업과 18학급)
- 1982년 3월 10일 : 개교식 및 입학식
- 1998년 8월 26일 : 부여정보고등학교로 교명 변경 인가
- 2001년 2월 26일 : 충청남도교육청지정 그래픽디자인계열 특성화고등학교 학칙변경인가 (시각정보디자인과 3학급, 전자상거래과 2학급, 컴퓨터그래픽과 2학급)
- 2011년 7월 7일 : 충청남도교육청지정 문화 비즈니스 특성화고등학교 학칙변경인가 (문화콘텐츠과 3학급, 비즈니스과 3학급)
- 2016년 6월 29일 : 학과 개편(경영사무과 2학급, 금융회계과 2학급)
- 2023년 3월 2일 : 제42회 신입생 입학식(신입생 58명)
- 2023년 9월 1일 : 제19대 조영호 교장 부임
- 2024년 1월 5일 : 제40회 졸업식(졸업생 58명) 총 8.420명

## 설치 학과
- 경영사무과
- 금융회계과

## 참고 자료
- 부여정보고등학교 - 한국교육학술정보원 학교알리미